# Zubayr ibn al-Awwam
Zubayr ibn al-Awwam (arabiska: الزُّبَيْرُ بن العَوَّام), död 656, var kusin till den islamiske profeten Muhammed och den femte konvertiten till islam. Han dog under Kamelslaget då han krigade mot den fjärde kalifen Ali ibn Abi Talib. Zubayrs fru Asma' var dotter till den första kalifen Abu Bakr. Zubayr var en av de sex personer som Umar ibn al-Khattab rekommenderade att bli den tredje kalifen. Enligt sunnimuslimer var han en av de personer som fick de goda nyheterna om att få komma till paradiset. Han var rik och lämnade efter sig 50 miljoner och 200 tusen dinarer.